# Élections législatives islandaises de juillet 1942
Les élections législatives islandaises de juillet 1942 ont lieu le 5 juillet 1942.
Ólafur Thors demeure Premier ministre d'Islande. Le gouvernement n'est composé que ministres issus du Parti de l'indépendance.

## Résultats
| Partis                   | Partis                                            | Voix   | %     | +/−  | Sièges par chambre | Sièges par chambre | Sièges par chambre | Sièges par chambre |
| Partis                   | Partis                                            | Voix   | %     | +/−  | Basse              | +/−                | Haute              | +/−                |
| ------------------------ | ------------------------------------------------- | ------ | ----- | ---- | ------------------ | ------------------ | ------------------ | ------------------ |
|                          | Parti de l'indépendance (D)                       | 22 975 | 39,52 | 1,79 | 11                 | en stagnation      | 6                  | en stagnation      |
|                          | Parti du progrès (B)                              | 16 033 | 27,58 | 2,66 | 14                 | 2                  | 6                  | 1                  |
|                          | Parti de l'unité du peuple - Parti socialiste (C) | 9 423  | 16,21 | 7,77 | 4                  | 2                  | 2                  | 1                  |
|                          | Parti social-démocrate (A)                        | 8 979  | 15,45 | 3,53 | 4                  | 2                  | 2                  | en stagnation      |
|                          | Parti du Commonwealth                             | 618    | 1,06  | Nv.  | 0                  | en stagnation      | 0                  | en stagnation      |
|                          | Gauche libérale (F)                               | 103    | 0,18  | Nv.  | 0                  | en stagnation      | 0                  | en stagnation      |
|                          |                                                   |        |       |      |                    |                    |                    |                    |
| Votes valides            | Votes valides                                     | 58 131 | 98,63 |      |                    |                    |                    |                    |
| Votes blancs et nuls     | Votes blancs et nuls                              | 809    | 1,37  |      |                    |                    |                    |                    |
| Total                    | Total                                             | 58 940 | 100   | –    | 33                 | en stagnation      | 16                 | en stagnation      |
| Abstentions              | Abstentions                                       | 14 500 | 19,74 |      |                    |                    |                    |                    |
| Inscrits / participation | Inscrits / participation                          | 73 440 | 80,26 |      |                    |                    |                    |                    |